# Decentracja
W psychologii decentracja to umiejętność wyobrażenia sobie formy przedmiotów z punktu widzenia osoby siedzącej naprzeciwko (eksperyment z górami u Piageta). Przeciwieństwo centracji myślenia – tj. koncentracja na swoim stanowisku, ujmowanie wszystkiego z własnego punktu widzenia.
Decentracja interpersonalna to postawa stanowiąca przeciwieństwo egocentryzmu, tworzenie w umyśle struktur „poza-ja”. Jest warunkiem trafnego poznawania innych ludzi, oznacza postawienie się w sytuacji osoby innej niż ja i uświadomienie sobie inności nie tylko własnych stanów emocjonalnych; to przyjęcie odmiennego punktu widzenia. W tym wypadku jednostka może odbierać świat, jakby patrząc oczyma „innego”, co pociąga za sobą m.in. działania altruistyczne. Rola „ja” zostaje pomniejszona lub zastąpiona przez reprezentację „innego”, lub „ty”.
Przed osiągnięciem decentracji interpersonalnej poznanie charakteryzuje się znacznym stopniem subiektywizmu, co nazywa się egocentryzmem poznawczym. 
W handlu: perspektywa klienta.